# سینماهای ریل، ایالات متحده آمریکا
سینماهای ریل (انگلیسی: Reel Theatres) یک گروه سینمایی در ایالات متحده آمریکا است.
این شرکت که مقر آن در ایالت آیداهو است دارای ۷ مجموعه سینمایی و ۴۲ سالن است.

## سینماها
- بویسی، آیداهو:
  - Northgate: شش سالن
  - Country Club Plaza: شش سالن
- نامپا، آیداهو: شش سالن
- پوکاتلو، آیداهو: دو سالن
- انتاریو، اورگن:هشت سالن
- ریچفیلد، یوتا: سه سالن
- آندرسون، کالیفرنیا: یازده سالن